# 創作エイサー

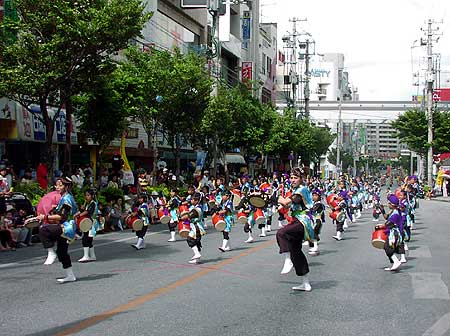
創作エイサー（那覇市の一万人エイサー大会より）

創作エイサー（そうさくエイサー）は、沖縄県でお盆に踊られる伝統芸能、エイサーを基にして創られたポップダンスである。
沖縄をイメージした趣向を凝らしエイサーで使う太鼓を使用しているが、演舞の曲目にポップソングを使うなど、演舞形態(使用音楽、振り付け、小道具など)は伝統芸能であるエイサーとは大きく異なり、観客を魅せるためのエイサーを取り入れた創作太鼓という形になっている。（創作エイサーに決まった呼び方はない）
伝統的なエイサーが先祖供養の目的のために旧盆に各地区の青年会によって踊られるのに対し、創作エイサーは先祖供養の目的を持たず地域的な結びつきがなく、イベントにおいて演舞を披露するという目的のために団体結成されている。したがって、季節に関係なく、テーマパークなど人の集まる場所で演舞を披露する。沖縄県内ではアマチュアスポーツの応援ダンスとして行われることもある。
伝統エイサーと創作エイサーは全くの別物であり、伝統エイサーは地域の青年会が五穀豊穣、先祖供養の為に無償で行われるのに対し、創作エイサーは商業目的であり、出演料等の賃金が発生する。